# 367488 Aloisortner
367488 Aloisortner è un asteroide della fascia principale. Scoperto nel 2009, presenta un'orbita caratterizzata da un semiasse maggiore pari a 2,2901239 UA e da un'eccentricità di 0,1943118, inclinata di 3,10113° rispetto all'eclittica.